# カジバ

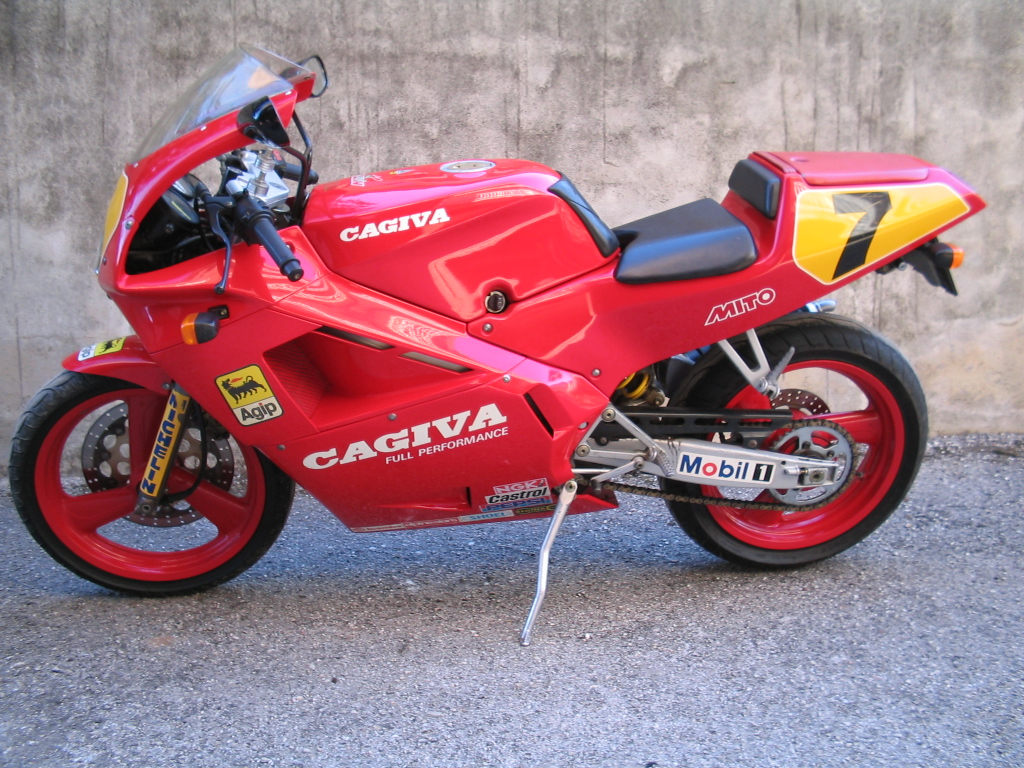
カジバ・ミト

カジバ（Cagiva ）は、イタリアにかつて存在したオートバイメーカーであり、そのブランドである。

## 概要
カジバは1950年にジョヴァンニ・カスティリオーニ（Giovannni Castiglioni）によってイタリアのヴァレーゼで金属部品製造会社として設立された。
ブランド名である「CAGIVA」は、創業者ジョヴァンニ・カスティリオーニ（Giovannni Castiglioni）と創立地ヴァレーゼのイニシャルをあわせて名付けられた。
ジョヴァンニの二人の息子、クラウディオ・カスティリオーニ（Claudio Castiglioni）とジャンフランコ・カスティリオーニ（Gianfranco Castiglioni）は1978年に、アエルマッキ（aermacchi/AMF）をハーレーダヴィットソン（Harley-Davidson）より買収し、オートバイ製造業へと業態を変更した。
カジバはロードレース世界選手権におけるエディ・ローソンやジョン・コシンスキーの数々の勝利だけでなく、ダカール・ラリーやモトクロスレースにおいても多くの勝利を遂げている。

## 歴史
1978年、カジバは二人のライダー、ジャンフランコ・ボネーラ（Gianfranco Bonera）と、マルコ・ルッキネリ（Marco Lucchinelli）と共にオートバイ市場に参入。
1979年には、125ccから350ccの2ストロークエンジン搭載モデルを8タイプ展開し、年間40,000台を製造する規模となった。イタリアにはコンストラクターと呼べる小・中規模のオートバイ製造メーカーは多数存在するも、カジバは日本製オートバイメーカーと戦える規模では唯一のイタリアメーカーであった。
イタリア国内でハーレーダヴィットソンの多くのモデルはカジバとして製造が続けられたが、オフロード部門においてはカジバによって改良され、事業を拡張するに至る。やがてはモトクロスレースで勝利したWMXシリーズを生み出した。
1983年、ドゥカティ（Ducati）より350cc〜900ccの4ストロークVツインエンジンの供給を受けて、大排気量の市場にも参入。
1985年、ドゥカティを買収。
イタリア以外の国において認知度の高いドゥカティというブランド名はそのまま残し、製造は引き続きボローニャのドゥカティの工場で行われたが、ヴァレーゼの工場ではCagiva Ala Azzurra（"Alazzurra", "Bluewing"の名称で販売）とElefantが製造され、2台にはドゥカティのエンジンが搭載された。
更に同年（1985年）、モト・モリーニ（Moto Morini）を買収の後、1987年にハスクバーナ（Husqvarna）を買収し、1991年にはMVアグスタ（MV Agusta）の登録商標を買い取る。
1996年、テキサスパシフィックグループにドゥカティとモト・モリーニを売却。1999年にMVアグスタのブランド復活とともに社名をMVアグスタモーターとし、MVアグスタモーターのブランドとしてカジバとハスクバーナの製造を続けたが、2000年にはロードスターの製造を終了。2007年にハスクバーナをBMWへ売却する。
2008年にMVアグスタモーターはハーレーダヴィッドソンによって買収されるも、翌年2009年10月、ハーレーダヴィッドソンは売却意向を打ち出す。2010年8月、創業オーナーであったクラウディオ・カスティリオーニによって買い戻され、MVアグスタモーターは再スタートを切る。
2012年、高出力エンジン「Mito」の製造を終了。環境保護重視という時代の流れもあり、MV Agsuta F3の製造に注力することとした。
数少ないMito SP525の車体カラーは白で、CEOであるジョヴァンニ・カスティリオーニ個人のサインが刻まれた。こうしてMitoの歴史は終わりを遂げた。それはまた、Raptorsの終わりでもあった。
カジバブランドの最終モデルはMito 125ccとRaptorsとなった。MV Agsutaの製造に焦点を合わせる方針により、2012年、カジバブランドは33年でその幕を閉じることとなる。

## レース
1980年代初め、Cagivaはダート用車種の製造をスタートさせ、同時期に北アメリカ支店の開設とPRの強化により認知度を一気に高めつつ、Ron TurnerとDuane Summerを起用し、開発とテストにも力を入れていった。

### ロードレース世界選手権
1970年代終盤より、ロードレース世界選手権の500ccクラス（現在のMotoGP）にスポット参戦。レース車両の開発においては、ヤマハより技術的な援助を受け、初期のカジバレーシングマシンはエンジン形式やフレームなどヤマハ・YZR500に類似していた。
1980年、元スズキのワークスライダーだったイタリアン、バージニオ・フェラーリにカジバ製500ccレーサーでの参戦を依頼し、いくつかのグランプリに出走。V.フェラーリは1985年までカジバの500ccマシンの製作・参戦に協力した。
1984年、前世界チャンピオン獲得ライダーであるマルコ・ルッキネリと、鈴鹿8時間耐久レースのチャンピオンであるエルブ・モアノーがWGP500ccクラスにカジバで参戦、しかし、ポイントを得られる10位以内に入ることはまだできなかった。1985年のシーズンオフにはヤマハとつながりの深い3度のワールドチャンピオンケニー・ロバーツがマシン試乗の依頼に応じ、主にフロントサスペンションのセッティングなどマシン開発の方向性をカジバにアドバイスした。
1986年、スペインの若手ファン・ガリガを起用し、ハラマでの開幕戦スペインGPで8位に入賞する。シーズンを通した完走能力を熟成させると、1987年からはレイモン・ロッシュとディディエ・デ・ラディゲスの2台参戦体制に強化。まだコーナリング性能に難があったが、ライダー2名ともにホンダとヤマハ両社のワークスマシン経験があり、彼らのマシン開発によりカジバのマシンはこの年エンジンパワー性能が向上する。幾度かのシングルフィニッシュが可能なレベルに達し、選手権ポイント（10位以内）を獲得できるようになった。1988年より前年度世界ランキング2位のランディ・マモラと契約。マモラは雨となった同年のベルギーグランプリでカジバにグランプリ初の表彰台という快挙をもたらす。1991年には前ワールドチャンピオンのエディ・ローソンとの契約に成功。TTサーキット・アッセンでのオランダGPやカジバのホームサーキットともいえるミサノで、ローソンはカジバのマシンでトップ争いを繰り広げた。1992年、ローソンはレインレースとなったハンガリーグランプリでカジバ初のグランプリ勝利を勝ち取った。
カジバの歴史を作ったローソンは1992年を最後に世界グランプリから引退し、1993年途中よりジョン・コシンスキーがカジバに加入。彼はCagiva GP500（C594）で勝利し、カジバ初のドライコンディションでの勝利を獲得。コシンスキーは1994年のロードレース世界選手権において総合3位を獲得した。しかし年々かさむグランプリへの参戦費用の高騰もあり、この年をもってカジバのフルシーズン参戦は終了となった。1995年はピエール・フランチェスコ・キリによるワイルドカード参戦のみであった。

### ダカールラリー
ダカール・ラリーではイタリアのライダーのエディ・オリオリが、ドゥカティ製のカジバ・エレファントで二度（1990年、1994年）の優勝を果たした。

## モータースポーツにおける勝利記録
- 1990年 パリ・ダカール・ラリー優勝 （エディ・オリオリ）
- 1992年 ロードレース世界選手権ハンガリーGP優勝 （エディ・ローソン）
- 1993年 ロードレース世界選手権アメリカGP優勝 （ジョン・コシンスキー）
- 1994年 ロードレース世界選手権オーストラリアGP優勝 （ジョン・コシンスキー）
- 1994年 パリ・ダカール・ラリー優勝 （エディ・オリオリ）

## 車種
カジバ・ブランドとして販売の車種のみを列記する。

### 現行車種
- ラプトール・シリーズ
  - エクストラ・ラプトール
  - V-ラプトール1000
  - ラプトール650
- ミト125

### 過去の車種
- 大・中排気量
  - エレファント
  - グラン・キャニオン
  - ナビゲーター
  - リバー
  - キャニオン
  - ラプトール1000
  - V-ラプトール650
  - アラズーラ
- 小排気量
  - フレッツィア C12R
  - スーパーシティ125
  - プラネット125
  - ラプター125
  - プリマ50
- 海外生産車（タイ、台湾）
  - F150S
  - ステラ125
  - ステラ115
  - シティー